# Катна

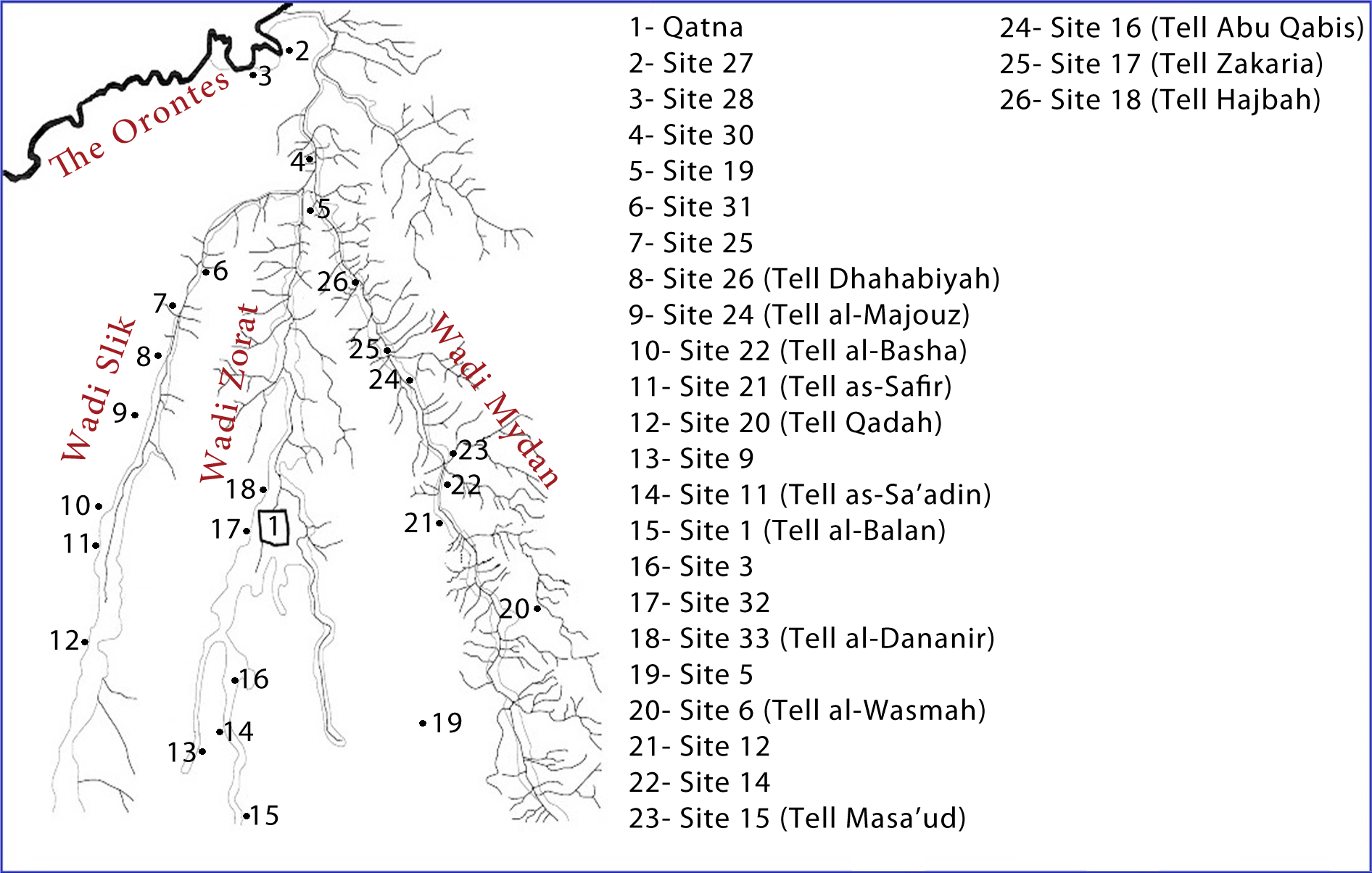
Регион Катны

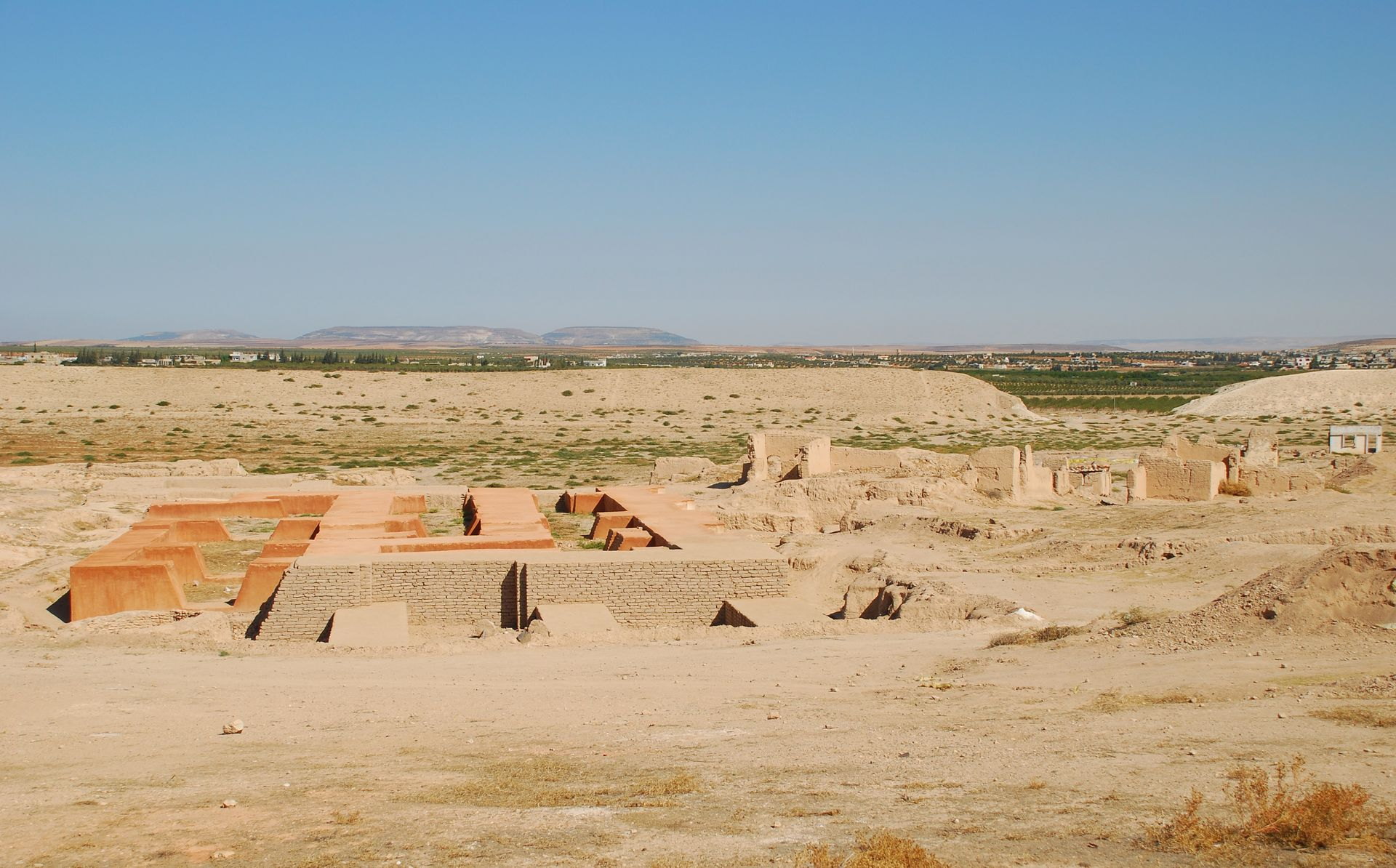
Царский дворец (зона H)

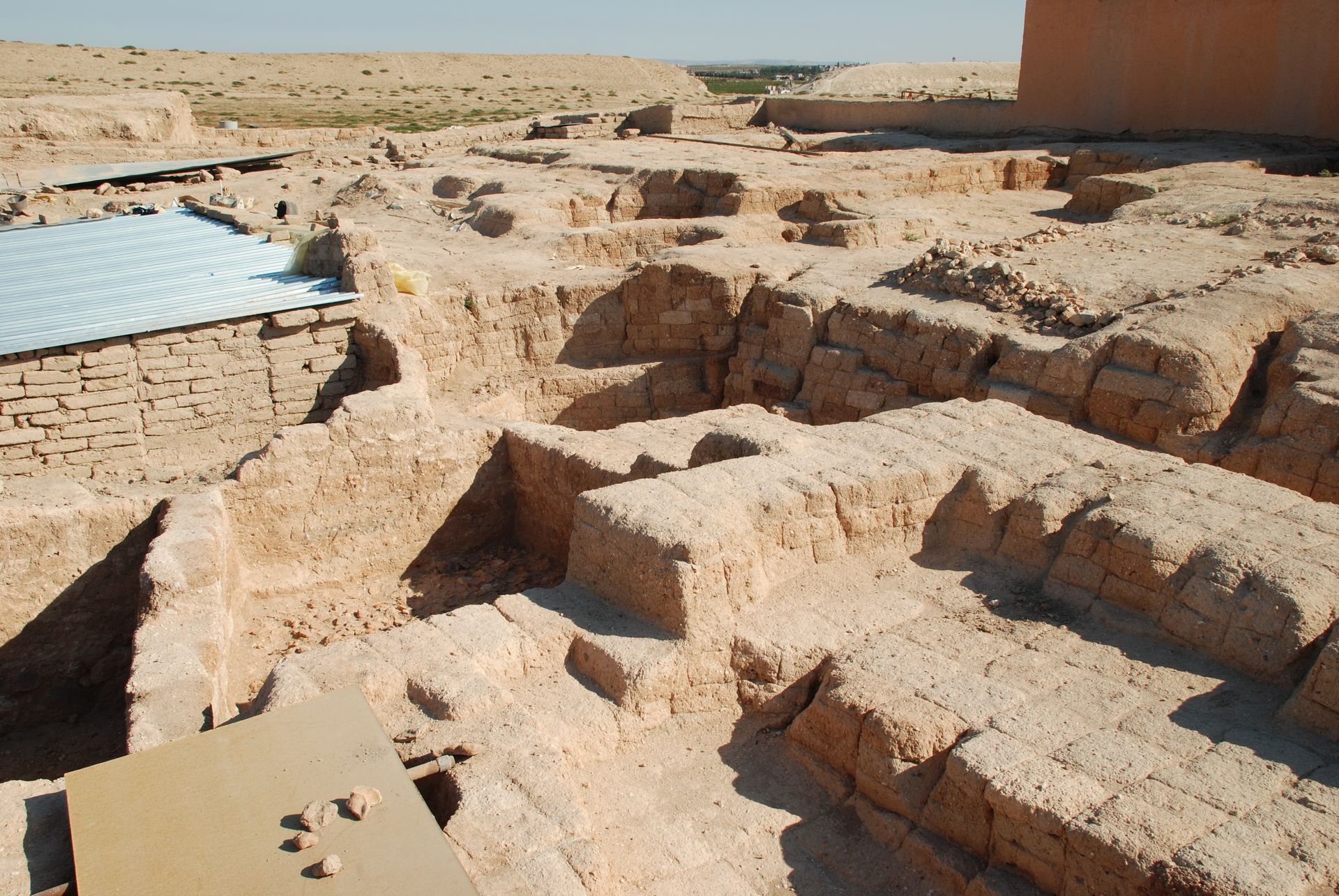
Царский дворец

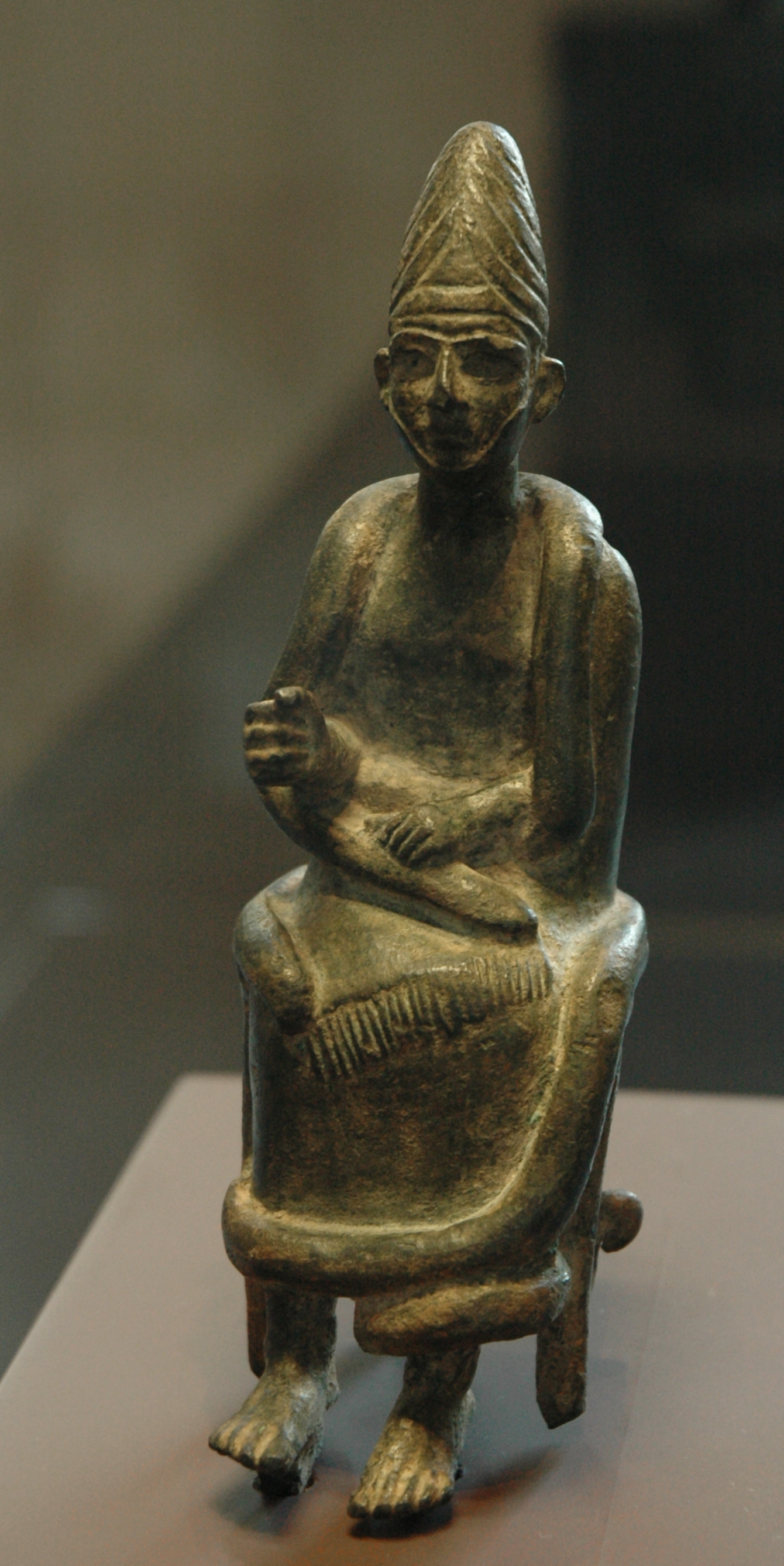
Статуэтка богини-покровительницы города Катна, около 1600 г. до н. э. Луврский музей.

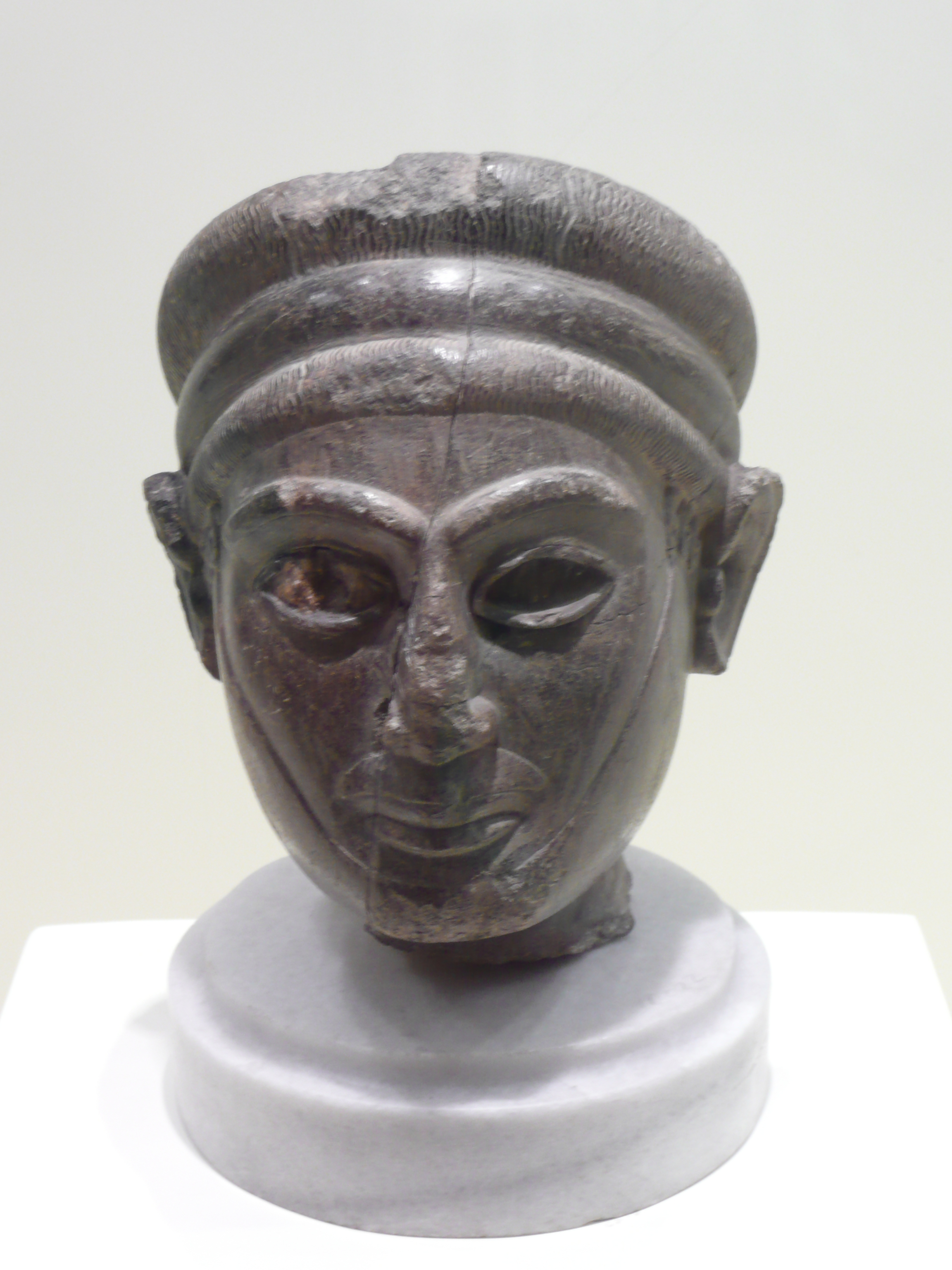
Голова Ярим-Лим Алалаха очень похожа на царские статуи, найденные в царском гипогее

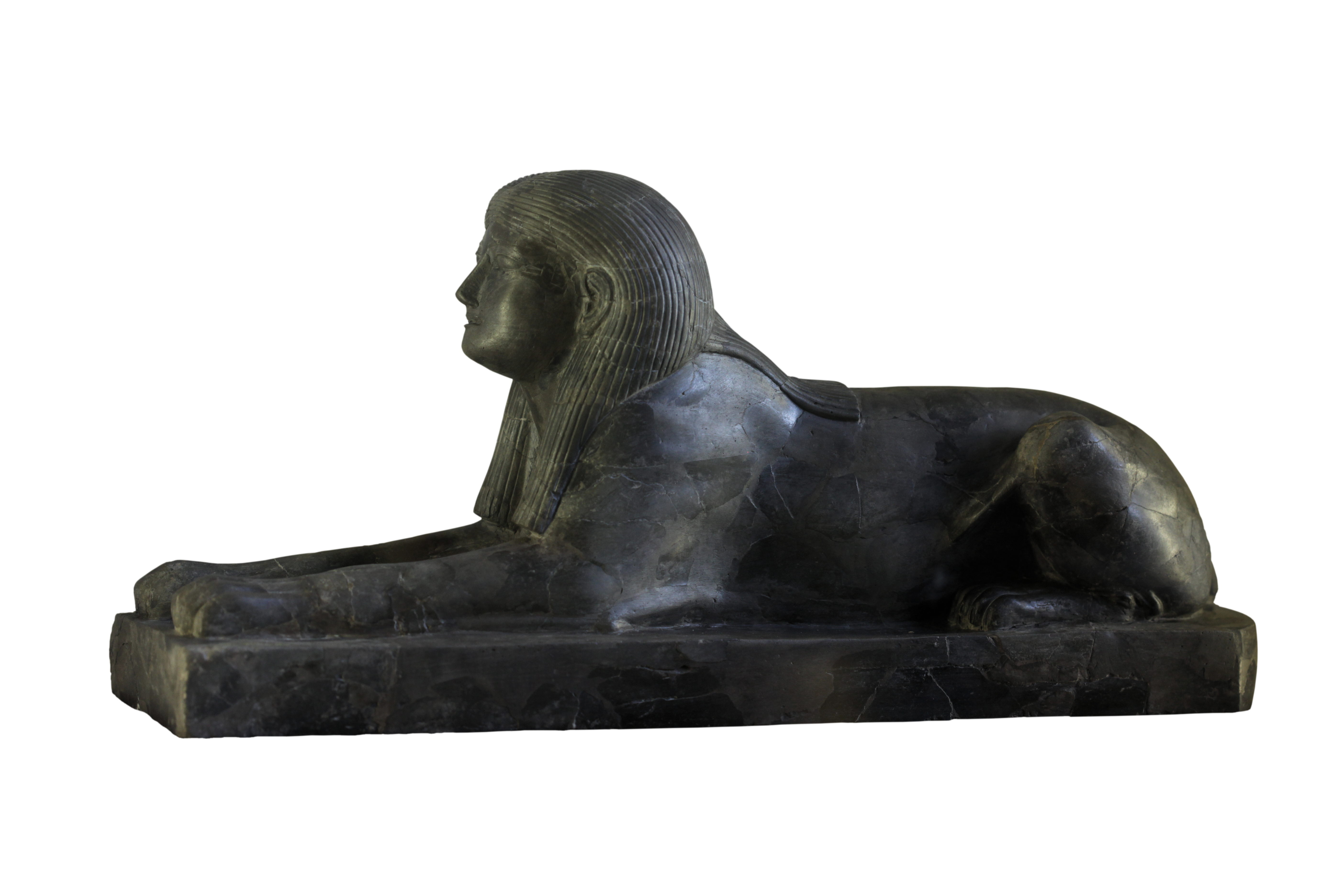
Сфинкс Иты

Катна или Гатна — город бронзового века. Располагался на территории современной Сирии в 200 км к северу от Дамаска, где ныне находится холм Телль-Мишриф. Был столицей царства, игравшего важнейшую роль в регионе в первой половине 2 тыс. до н. э. и сохранявшего остатки былой мощи во второй половине того же тысячелетия.
Останки города, всё ещё видные, занимают площадь около 1 км². Тель расположен на краю известнякового плато, которое представляет собой границу между сирийской пустыней и плодородной долиной Хомса.
Место играло важную роль в региональной торговле начиная со 2 тыс. до н. э. Здесь процветали ремёсла, использовалась клинопись.

## Раскопки
Начиная с 1924 г., когда в Сирии существовал французский протекторат, раскопки Катны повела команда археологов под руководством Робера дю Мениля дю Бюиссона. Раскопки, которые оказались малорезультативными, продолжались с 1924 по 1929 г.
В 2000 г. раскопки Телль-Мишрифа возобновились. На этот раз в них участвовали группы археологов из различных стран, таких, как Сирия, Италия и Германия, которые поделили между собой холм на три сектора раскопок. Наиболее успешной была германская команда во главе с П. Пфельцнером, обнаружившая в 2002 г. царские гробницы.
Археологический памятник Катна довольно крупный — он занимает территорию около 110 га. Валы, окружающие город, образуют четырёхугольник со сторонами длиной около 800 м, а высота руин города в ряде мест составляет до 20 метров. Доступ к городу обеспечивали 4 входа.
Акрополь Катны, расположенный в центре города, был его политическим и религиозным центром. Царский дворец был расположен на северо-западе акрополя, а невдалеке располагался храм, посвящённый богине Нин-Эгаль, «госпоже Катны». Именно царский дворец привлёк первоначальное внимание археологов к этому памятнику.
Царский дворец окружали резиденции городской знати. Одну из таких резиденций, площадь которой составляла 1400 м²., раскопала группа итальянских археологов.

## История
Катна была населена начиная с эпохи неолита, однако лишь в начале II тыс. до н. э. место приобретает важную роль.

### Аморейское царство Катна
К периоду Первой вавилонской династии (XX—XVII вв. до н. э.) относятся массивные стены, возведённые вокруг Катны. К началу этого периода относится каменный сфинкс из Древнего Египта, на котором нанесено имя Иты, дочери фараона Аменемхета II (-1928/-1895), который установил контакты между Катной и страной Двух земель.
Большая часть истории Катны известна по косвенным свидетельствам из архивов царства Мари конца XIX — первой половины XVIII в. до н. э. В те времена это царство было одним из самых могущественных как в Сирии, так и в целом на Ближнем Востоке. Его важнейшим соперником было расположенное к северу от него царство Ямхад, столица которого находилась на территории современного Алеппо.
Шамши-Адад I, царь Верхней Месопотамии, также втянутый в войну против Алеппо после того, как он завоевал Мари, заключил союз с царём Катны по имени Ишхи-Адду. С этой целью дочь последнего по имени Дам-хураси вышла замуж за Ясмах-Адада, сына Шамши-Адада, который правил в Мари. Заключение этого брака и его последствия хорошо известны из архивов Мари. Таким образом, Катна оказалась втянута в многочисленные конфликты, прямые и непрямые, против Суму-эпуха, царя Ямхада, который поддерживал мятежи против Ишхи-Адду на севере Ливана. В связи с этим Шамши-Адад и Ясмах-Адад направили на поддержку Катны свои войска. Конфликт закончился без победы какой-либо из сторон.
В 1775 г. до н. э. Шамши-Адад I умер и его царство пришло в упадок. При поддержке нового царя Ямхада Хаммурапи I на трон Мари взошёл Зимри-Лим, изгнав Ясмах-Адада. Заняв дворец в Мари, он сохранил гарем побеждённого правителя, и назначил своей главной женой Дам-хураси, что позволило ему сохранить хорошие отношения с Ишхи-Адду, а также с сыном и преемником последнего по имени Амут-пи-Эль II, сохраняя при этом союзнические отношения с царём Алеппо, на дочери которого он также женился. Таким образом, отношения между Катной и Ямхадом на какое-то время успокоились.
В 1761 г. Хаммурапи, царь Вавилона, захватил Мари и положил конец ведению марийских архивов, что ограничивает наши знания об этом регионе Сирии на несколько следующих десятилетий. Судя по содержанию архивов Алалаха (конец XVIII — начало XVII вв. до н. э.), Катна перешла под контроль своего давнего врага, царства Ямхад.

### Вторая половина II тысячелетия до н. э.
Катна продолжала быть столицей царства в XV и XIV в. до н. э. Речь, однако, уже не шла о великой державе, но о второразрядном царстве, бывшем вассалом сначала Митанни, а затем Египта. Царь Катны Наплимма, бывший союзником Кадеша, потерпел поражение от Тутмоса III и смог сохранить трон только переходом под контроль последнего. Царство оставалось под египетским владычеством и в эпоху амарнского архива, когда им правил некий Акиззи (Akizzi) (упомянут в Амарнской переписке, EA 52-55). После этого Катна попадает под власть хеттов, когда Суппилулиума I захватил Сирию. Именно к этому времени, по-видимому, относятся обнаруженные археологами в Катне разрушения.
В годы правления Сети I, около 1300 г. до н. э., египтяне восстановили контроль над городом. В начале XII в. до н. э. город подвергся нашествию народов моря и вновь был разрушен, однако пережил это нашествие и был населён ещё в 1-й половине I тыс. до н. э.
На территории царского дворца Катны найдены многочисленные клинописные таблички, позволяющие расширить наши знания о той эпохе. В табличках часто встречается царское имя Идадда (Иданда).

## Цари Катны
- Амут-пи-Эль I[укр.] (Amut-pî-El) I
- Ишхи-Адду (Išḫi-Addu), сын Амут-пи-эля (?) (уп. в переписке с Мари, 1783—778 гг.)
- Амут-пи-эль (Amut-pî-El) II (уп. в архиве Мари, 1772—1762 гг.)
- Наплимма (Naplimma) (ок. 1450 до н. э.)
- Синадду[укр.] (Sînaddu), сын Наплимы (?)
- Адад-Нирари[англ.] (Adad-Nirari), правил 45 лет (XIV в. до н. э.)
- Улашуда (Ulašuda)
- Иданда[англ.] (Idanda/Idadda), сын Улашуды (XIV в. до н. э.)
- Акиззи (Akizzi), сын Таку (уп. в Амарнской переписке) (XIV в. до н. э.)